# Flaco Jiménez
Leonardo "Flaco" Jiménez (San Antonio, 11 de março de 1939 – 31 de julho de 2025) foi um músico, acordeonista, de San Antonio, Texas.  O pai de Jiménez, Santiago Jiménez Sr., foi um pioneiro da música de conjunto.

## Biografia
Flaco começou a tocar com o seu pai aos 7 anos de idade e gravou pela primeira vez aos 15 como membro do grupo Los Caporales.  Tocou na região de Santo Antonio durante vários anos, e em seguida trabalhou com Douglas Sahm durante os anos 1960s.  Sahm, conhecido como membro fundador dos Sir Douglas Quintet, tocou com Jiménez durante algum tempo.  Flaco mudou-se de seguida para Nova Iorque onde trabalhou com Dr. John, David Lindley, Peter Rowan, Ry Cooder e Bob Dylan.  Tocou no álbum Chicken Skin Music de Cooder. Isto levou à descoberta da sua música fora dos EUA. Depois de andar em tourne pela Europa com Ry Cooder, regressou para tocar com a sua banda, e também com Peter Rowan.
Jiménez ganhou um Grammy Award em 1986 pela música "Ay Te Dejo En San Antonio", uma composição do seu pai. Ele fez também parte do super-grupo Texas Tornados, com Augie Meyers, Doug Sahm e Freddy Fender.  Os Texas Tornados ganharam um Grammy em 1990, e Jiménez ganhou um a solo em 1996, quando o seu álbum Flaco Jiménez ganhou o Grammy Award para melhor álbum Mexicano-Americano. Em 1999, Flaco ganhou outro Grammy Award para melhor melhor álbum Tejano (Said and Done, Barb Wire Records), e outro para melhor álbum Mexicano-Americano, como parte do super-grupo Los Super Seven.  Jiménez também ganhou um prêmio para o melhor vídeo nos Tejano Music Awards e um prêmio de carreira do Billboard Latin Magazine por "Streets of Bakersfield" com Dwight Yoakam e Buck Owens.
Jiménez fez uma aparição no filme Picking up the Pieces, com Woody Allen e Sharon Stone.  Ele compôs a música para esse filme e também para outros como Y Tu Mamá También, The Border, Tin Cup, e Striptease. A companhia Hohner colaborou com Jiménez para criar a uma série de modelos de acordão assinados pelo Flaco Jimenez.
O seu irmão, Santiago Jiménez, Jr., é também um bom acordeonista com vários discos gravados.
O último albúm de Jiménez é Squeeze Box King (2003, Compadre Records).